# The NeverEnding Story
The NeverEnding Story ist ein Popsong aus dem Jahr 1984 und Titellied der Filmmusik zu Die unendliche Geschichte. Er wurde von Giorgio Moroder und Keith Forsey geschrieben und von Limahl gesungen.

## Musik und Text
The NeverEnding Story ist ein Synthie-Pop- bzw. New-Wave-Song, der Moroder-typisch überwiegend von Keyboards und Synthesizer-Schlagzeug gespielt wird. Er beginnt mit einem Fade-in und endet mit einem Fade-out, was die unendliche Geschichte symbolisiert. Über die Bridge ist ein E-Gitarrensolo gelegt. Auch der Text bezieht sich auf den Film. Hier heißt es: „Make believe, I’m everywhere / Given in the light / written on the pages / Is the answer to a never ending story“.

## Entstehung und Veröffentlichung
Der Song wurde von Moroder (Musik) und Forsey (Text) geschrieben und auch von Moroder produziert. Dee Harris spielte Gitarre. Die Backing Vocals übernahm Beth Anderson. Sie sang ihren Part getrennt von Limahl, der in Europa aufnahm, in den USA ein. Die französische Version des Stücks trägt den Titel The NeverEnding Story (L’histoire sans fin) und wurde von Limahl und Ann Calvert gesungen; den Text schrieb Pierre-André Dousset. Für die deutsche Fassung des Films wurde zunächst ein anderes, von Klaus Doldinger komponiertes Titelstück verwendet. Nachdem sich Limahls Version auch in Europa in den Hitparaden platzieren konnte, wurde der Film in Deutschland mit dem US-Soundtrack erneut veröffentlicht.

## Musikvideo
Das offizielle Musikvideo zeigt zahlreiche Filmszenen; zwischendurch ist Limahl vor einem altertümlichen Spiegel zu sehen, in dem ebenfalls Szenen aus dem Film gezeigt werden. Im Musikvideo ist Beth Anderson nicht zu sehen, aber im Original Musik-Video übernimmt die Back-up-Sängerin Mandy Newton den Gesangspart. Es gibt mindestens zwei unterschiedliche Versionen; eine zeigt Limahl nur kurz und dann nur noch Filmszenen, die zweite zeigt Limahl mehrmals, hier sind einige Filmszenen mit Originalsounds aus dem Film unterlegt.

## Kommerzieller Erfolg

### Chartplatzierungen
Der Song erreichte nicht nur in den USA die Top 20 und in vielen europäischen Ländern hohe Chartpositionen, er war auch ein Nummer-eins-Hit in Schweden und Norwegen. In Deutschland, wo die Single im August 1984 erhältlich war, war er vom 27. August 1984 bis zum 21. Januar 1985 insgesamt 21 Wochen chartplatziert und erreichte Platz zwei, in den deutschen Jahrescharts 1984 Platz 19. Im Vereinigten Königreich erreichte die Single, die dort erst am 1. Oktober 1984 erschien, Platz vier und am 1. Dezember 1984 Silberstatus für mehr als 200.000 verkaufte Einheiten. Das Stück wurde in einer Coverversion auch in einem Werbespot für den Renault Mégane GT genutzt.
| ChartsChartplatzierungen       | Höchstplatzierung | Wochen |
| ------------------------------ | ----------------- | ------ |
| Deutschland (GfK)              | 2 (22 Wo.)        | 22     |
| Österreich (Ö3)                | 2 (16 Wo.)        | 16     |
| Schweiz (IFPI)                 | 3 (14 Wo.)        | 14     |
| Vereinigte Staaten (Billboard) | 17 (19 Wo.)       | 19     |
| Vereinigtes Königreich (OCC)   | 4 (14 Wo.)        | 14     |

| ChartsJahrescharts (1984) | Platzierung |
| ------------------------- | ----------- |
| Deutschland (GfK)         | 19          |
| Österreich (Ö3)           | 11          |

### Auszeichnungen für Musikverkäufe
| Land/Region                  | Auszeichnungen für Musikverkäufe (Land/Region, Auszeichnung, Verkäufe) | Verkäufe |
| ---------------------------- | ---------------------------------------------------------------------- | -------- |
| Italien (FIMI)               | Gold                                                                   | 50.000   |
| Spanien (Promusicae)         | Gold                                                                   | 25.000   |
| Vereinigtes Königreich (BPI) | Silber                                                                 | 250.000  |
| Insgesamt                    | 1× Silber · 2× Gold ·                                                  | 325.000  |

## Coverversionen
Das Lied wurde unter anderen gecovert von:
- 1984: Silvia (deutsche Version: Alle Macht den Träumen)
- 1985: Gerda Gabriel feat. Peter Ehrlicher
- 1985: Eva Hurychová (tschechische Version: Chybicka se vloudí)
- 1988: Ed Starink
- 1991: The Ventures
- 1998: Tanzorchester Klaus Hallen
- 1998: Leona Machálkova (tschechische Version: Galaxie práni)
- 2000: Giorgio Moroder feat. Paul Engemann & Diana DeWitt vs. DJ Tomcraft
- 2000: Xanadu (deutsche Version: Alle Macht den Träumen)
- 2000: DJ Tomcraft & Tox n Stone
- 2000: A New Found Glory (als: Never Ending Story Theme Song)
- 2004: Scorefor
- 2007: Scooter
- 2007: The Birthday Massacre
- 2019: Gaten Matarazzo & Gabriella Pizzolo in Stranger Things
- 2021: Alex Christensen & The Berlin Orchestra feat. Ana Kohler